# Bertrand Ier des Baux
Pour les articles homonymes, voir Bertrand Ier et Bertrand des Baux (homonymie).
 (août 2023).
Si vous disposez d'ouvrages ou d'articles de référence ou si vous connaissez des sites web de qualité traitant du thème abordé ici, merci de compléter l'article en donnant les références utiles à sa vérifiabilité et en les liant à la section « Notes et références ».

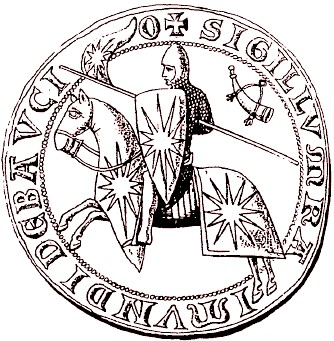
Sceau des premiers Baux-Orange.

Bertrand des Baux ou de Baux, né vers 1137 et mort en 1181, est un seigneur des Baux, issu de la famille provençale de/des Baux, qui hérite de la seigneurie d'Orange par mariage.

## Biographie

### Origines familiales
Bertrand est le fils cadet de Raymond des Baux (mort en 1149), seigneur de/des Baux (Les Baux-de-Provence).
Sa mère est Étiennette de Provence (morte vers 1163), fille de Gilbert Ier de Gévaudan, vicomte de Millau et de Lodève, puis comte de Gévaudan, et de Gerberge de Provence, comtesse de Provence de 1093 à 1111.
Étiennette est la sœur de Douce de Gévaudan, comtesse de Provence, épouse de Raimond-Bérenger III, comte de Barcelone. Quand cette dernière meurt en 1129, Raymond des Baux affirme des prétentions sur le comté de Provence, débutant ainsi les guerres baussenques.

### Un prince du Saint-Empire romain germanique
Pendant les guerres baussenques, un événement fort symbolise la réconciliation entre les maisons de Barcelone et des Baux. Le jeune Alphonse II d'Aragon ne doit son salut qu'à Bertrand des Baux qui le prenant en croupe sur son cheval lui permet de s'enfuir du château d'Albaron aux mains des ennemis et de regagner la ville d'Arles. De la part d'un ami traditionnel de la maison de Toulouse, c'était un acte bien chevaleresque. Il assure la réconciliation des Baux avec les princes de la maison d'Aragon.
En 1173, Bertrand des Baux épouse Thiburge II d'Orange, héritière d'Orange. Il fait bâtir un château fort sur une colline qui domine le village de Suze. Il est à demi incrusté dans la roche ocre, doté de remparts défensifs gigantesques, de douves profondes et d'un pont-levis, de créneaux et d'un puits.

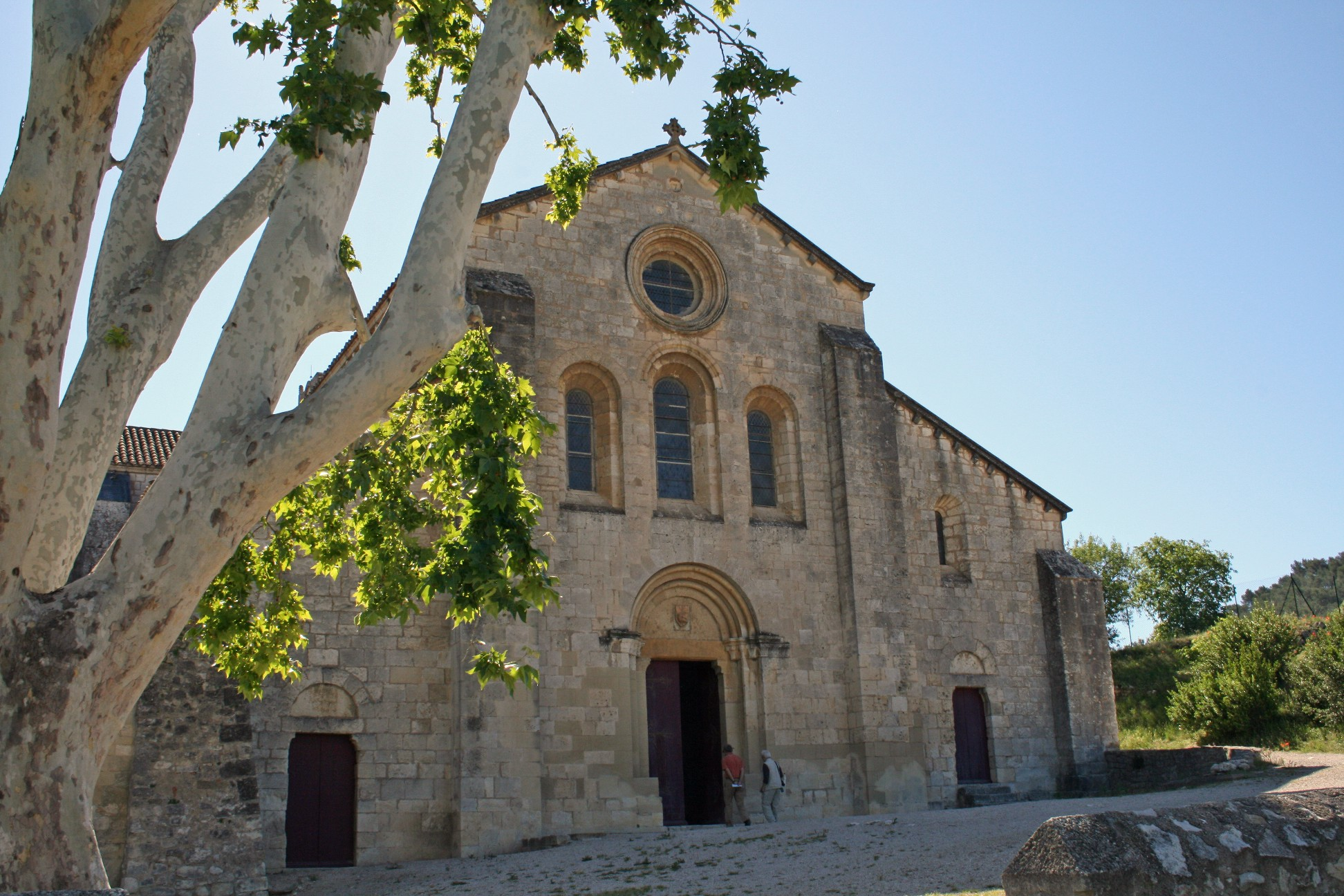
L’abbaye de Silvacane.

En 1175, Bertrand des Baux entreprend la construction de l’église abbatiale de Silvacane, où il sera enterré. L’église, construite de 1175 à 1230, présente à l'intérieur de hauts vaisseaux couverts de voûtes en berceau brisé, qui reposent sur de puissants supports cruciformes.
Son frère, Hugues II des Baux, seigneur des Baux, ne voulant pas être vassal du roi d'Aragon préfère s'exiler en Sardaignevers 1177, où il meurt en 1179[réf. nécessaire]. Son fils, Raymond II transmit la seigneurie à Bertrand en 1172. Selon une autre source, Bertrand lui succède directement et s'installe au château des Baux. Selon d’autres sources, c’est dès 1175, qu’il récupère la baronnie des Baux, fief de la famille et reprend ainsi le flambeau de cette famille que les Guerres baussenques ont affaibli.
Le 30 juillet 1178, l'empereur romain germanique, Frédéric Ier Barberousse est couronné roi d'Arles par l'archevêque d'Arles. Bertrand des Baux reçoit de l'empereur le droit de se qualifier prince d'Orange, d'en prendre les armes, d'user de ses prérogatives et de porter la couronne et tous les insignes de la souveraineté, dont le droit de porter une couronne fermée. Bertrand des Baux est un vassal direct de Frédéric Barberousse et dispose de droits régaliens. Il approuve le testament d'Hugues II des Baux en faveur de Bertrand[réf. nécessaire].

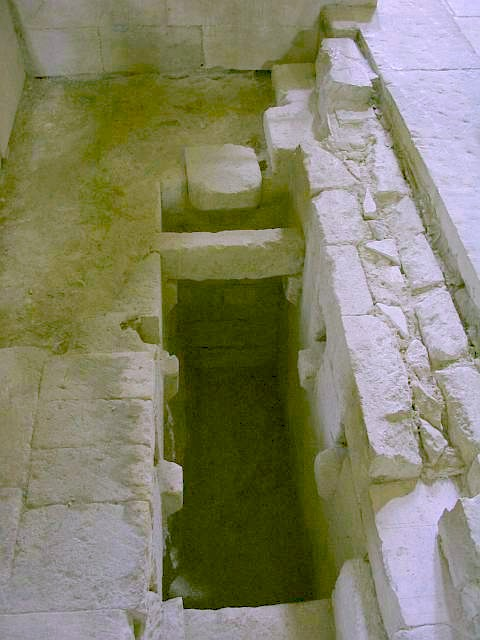
Tombeau de Bertrand des Baux à l’abbaye de Silvacane.

Le droit de porter une couronne fermée est presque exceptionnel. François Ier l'adopte pour se distinguer des princes non souverains, des ducs et des comtes, qui ont aussi le droit de porter la couronne, et qui la font graver sur leurs monnaies.
Bertrand des Baux ne demeure pas moins le vassal des comtes de Toulouse, en leur qualité de marquis de Provence.
Selon certains auteurs, Bertrand, mari de Thiburge II d'Orange, meurt en 1181, sous la robe monacale. Selon d’autres, il reste vassal des comtes de Toulouse et sa nouvelle puissance entraîne son assassinat, sur ordre de Raymond V de Toulouse avec lequel il s’était brouillé le jour de Pâques 1181.
Bertrand est enseveli, en habits monastiques, dans l'abbaye de Silvacane. Il est aussi un bienfaiteur des abbayes de Saint-Victor de Marseille, Frigolet et Montmajour.
Il existe un rouleau mortuaire de Bertrand de Baux, datant de 1181. Il est revêtu des commémoratifs de deux cent vingt-neuf établissements religieux.
Sa date de mort peut être un le jour de Pâques 1181 assassiné, ou tué avec Raimond-Bérenger III de Provence dans une embuscade en allant porter la guerre vers Montpellier, ou en 1183 selon Arthur Engel. Son tombeau est à l’abbaye de Silvacane.

### Le privilège de battre monnaie
On connaît des deniers anonymes de cette principauté avec les légendes Princeps et Principes, qui portent l'L barré, exactement copié du type de Lyon. M. Cartier les regarde comme les premiers essais de monnayage d'Orange, et dans ce cas ils peuvent être attribués à Bertrand de Baux comme à Guillaume IV, son successeur, sous lesquels la principauté est divisée.
Elles offrent le nom d'un empereur Frédéric. Pour le style et le travail, ils sont identiques aux pièces provençales fabriquées à la fin du XIIe siècle et aux deniers que les comtes de Toulouse, du nom de Raimond, font frapper au type du soleil et de la lune, pièces où ils inscrivent leur titre de marquis de Provence, et qui très probablement sont sorties des ateliers du Pont-de-Sorgues ou d'autres villes du marquisat.
Frédéric Ier, en octroyant à de petits princes le droit de frapper monnaie, doit leur imposer certaines réserves, témoignant de leur dépendance de l'empire et de leur infériorité vis-à-vis des grands États, au milieu desquels ils sont quelquefois enclavés. Le nom de l'empereur paraît d'abord sur les monnaies accompagné de la lettre initiale du nom du prince plus ou moins dissimulée, jusqu'à ce qu'une plus grande indépendance ait amené les seigneurs d'Orange à faire paraître leurs noms en entier et plus tard encore à graver leurs tètes, imitant toujours dans leur forme les monnaies ayant le plus de cours.

### Mariage et descendance
Bertrand et Thiburge II d'Orange ont plusieurs enfants :

Blason des seigneurs des Baux.

- Hugues III des Baux (1173-1240) l'aîné, poursuit la branche aînée des Baux. Il est consul d'Arles et vicomte de Marseille, et garde la seigneurie des Baux. Son fils Barral Ier des Baux (v. 1217-1270) accompagne Charles d'Anjou en Italie, et y devient par son fils Raymond (comte d'Avellin) la souche de l'illustre lignée des comtes d'Avellino ;
- Bertrand II des Baux (Ier de sa branche ; † v. 1201) devient le chef de la branche de Berre (avec Meyrargues, Marignane et Puyricard), dont procède la branche italienne des Baux (Del Balzo) d'Andria ;
- Tiburge des Baux ;
- Guillaume Ier des Baux (v. 1176-1218), prince d'Orange, devient le chef de la Maison d'Orange (en 1193 apparaît le cor de Guillaume des Baux, seigneur d'Orange), dont nous retrouverons plusieurs descendants en Italie, mêlés avec leurs cousins, aux affaires du royaume de Naples. Il est le père de Guillaume II des Baux. En descendent les sires de Courthézon, dont les Baux/Del Balzo di Soleto (d'où les Orsini Del Balzo) et les Baux/Del Balzo d'Alessano et Specchia.